# Главацкий, Георгий Константинович
Георгий Константинович Главацкий (6 сентября 1907, Одесса, Херсонская губерния — 14 сентября 1990, Одесса) — полковник Советской Армии, участник Великой Отечественной войны, Герой Советского Союза (1942).

## Биография
Георгий Главацкий родился 6 сентября 1907 года в Одессе в рабочей семье. Окончил пять классов школы, затем областные курсы пропагандистов, после чего работал начальником пожарной охраны Одесского маслозавода. В июле 1941 года Главацкий был призван на службу в Рабоче-крестьянскую Красную Армию. Был комиссаром 1-го батальона 381-го стрелкового полка 109-й стрелковой дивизии Отдельной Приморской армии. Участвовал в обороне Одессы, был эвакуирован в Севастополь. Особо отличился во время обороны Севастополя.

Во время первого штурма немецкими войсками Севастополя батальон Главацкого держал оборону со стороны города Балаклава. Главацкий неоднократно поднимал бойцов в контратаки. В одном из боёв он получил контузию, но поля боя не покинул. Батальон успешно держал оборону и во время двух последующих штурмов. Когда погиб командир батальона, Главацкий заменил его собой.

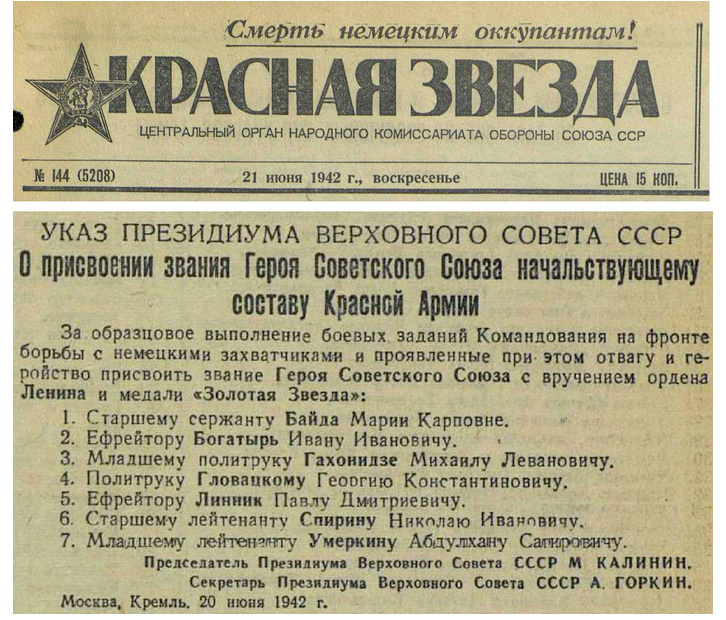
Указ о присвоении звания Героя Советского Союза от 20 июня 1942 года.

Указом Президиума Верховного Совета СССР «О присвоении звания Героя Советского Союза начальствующему составу Красной Армии» от 20 июня 1942 года за «образцовое выполнение боевых заданий командования на фронте борьбы с немецкими захватчиками и проявленные при этом отвагу и геройство» политрук Георгий Главацкий был удостоен высокого звания Героя Советского Союза с вручением ордена Ленина и медали «Золотая Звезда» за номером 740.
В конце июня 1942 года Главацкий получил тяжёлое ранение и был эвакуирован из Севастополя в госпиталь на Северный Кавказ. После излечения окончил курсы «Выстрел». Во время лечения и учёбы написал книгу «В боях за Севастополь», которая была издана в том же году. С осени 1943 года Главацкий командовал 166-м гвардейским стрелковым полком 55-й гвардейской стрелковой Иркутской дивизии, с которым участвовал в боях на Таманском полуострове, в Керченско-Эльтигенской десантной операции, десанте на мыс Тархан других и боях на Керченском полуострове, воевал в Белоруссии, Польше, Восточной Пруссии, штурмовал Берлин. Войну окончил на подступах к Праге.
За освобождение города Пинска 55-я гвардейская стрелковая Иркутская дивизия получила одноимённое почётное наименование и стала Иркутско-Пинской, а 166-й гвардейский полк, которым командовал Герой Советского Союза Г. К. Главацкий, как значится в наградном документе, «за успешное выполнение заданий командования в борьбе с немецкими захватчиками при освобождении города Пинска, проявленные при этом личным составом доблесть, мужество и героизм», Указом Президиума Верховного Совета СССР от 23 июля 1944 года был награждён орденом Красного Знамени.
В 1946 году в звании полковника Г. К. Главацкий был уволен в запас по болезни. В 1955 году окончил Одесский пищевой техникум. Работал директором Одесского комбината по производству жировой продукции. С 1979 года — на пенсии. Проживал в Одессе, скончался 14 сентября 1990 года. Похоронен на 2-м Христианском кладбище Одессы.
Помимо ордена Ленина и медалью «Золотая Звезда», награждён: тремя орденами Красного Знамени, орденом Суворова 3-й степени, двумя орденами Отечественной войны 1-й степени, а также рядом медалей.